# 相良奈美香
相良 奈美香（さがら  なみか）は、行動経済学博士、行動経済学コンサルタント。
Behavioral Science Group合同会社代表。Syntonic Consulting合同会社代表。Behave Technologies株式会社顧問。ペンシルベニア大学修士課程アドバイザー。サガラ・コンサルティング合同会社代表。
日本人として数少ない「行動経済学」博士課程取得者であり、日本における行動経済学の第一人者。

## 経歴
2002　オレゴン大学 心理学 学士取得。
2009　オレゴン大学 心理学「行動経済学専門」修士取得。
2005－2009　オレゴン大学 ビジネススクール マーケティング学部 講師。
2005－2009　オレゴン大学 ビジネススクール マーケティング学部 消費者行動心理学「行動経済学専門」博士課程修了。
2010－2013　デューク大学 ビジネススクール マーケティング学部兼マネジメント学部 ポストドクター（博士研究員）、のち客員研究員。
2013－2015　アリアンツ・グローバル・インベスターズ リサーチコンサルタント。全世界約60兆円の資産運用会社アリアンツでのコンサルタント。ノーベル賞経済学賞を受賞したセイラー氏とSMarT Program (Save More Tomorrow)を始めたシェロモ・ベルナチ氏の下、リタイアメント資産の管理についての研究の応用。
2013－2016　サガラ・コンサルティング合同会社 代表。行動経済学がまだ一般的に広まる前から、サガラ・コンサルティング合同会社の代表として、アメリカ・ヨーロッパで金融、保険、製薬など幅広い業界に行動経済学を取り入れ、行動経済学の最前線で活動
2016－2020　北アメリカ・イプソス株式会社・行動科学センター 創設者兼代表。
業界初の行動経済学のケイパビリティを設立するため、業界大手（世界でも3番目に大きいマーケティングリサーチの会社）イプソスにヘッドハントされ、異例の若さで行動科学センター 創設者兼代表として就任。イプソスの既存の幅広いケイパビリティ（金融、ファーマ、テクノロジー等）にどう行動経済学を生かすかのビジネスモデルを解き明かし、3年連続で利益を2倍にする実績を叩き出した実績を持つ。米国における業界の行動科学の仕掛け人。
2019－現在　ペンシルベニア大学修士課程 Behavioral and Decision Sciences アドバイザー。
2020－2021　Tenshey 株式会社 アドバイザー。
2020－現在　米国FinTechベンチャーのBehave Technologies株式会社 顧問。
2020－現在　Behavioral Science Group合同会社（別名：Syntonic Consulting合同会社） 代表。
2024－2025　株式会社GA technologies　執行役員CBO（Chief Behavioral Officer）

## メディア掲載・出演
自身の研究は『Proceedings of the National Academy of Sciences』など世界的にも権威ある査読付き学術雑誌のほか、英国の大手新聞『The Guardian』、米国CBSマネーウォッチ、サイエンス・デイリーや英国のガーディアン紙など多数のメディアで発表・掲載。また、国際的な基調講演も頻繁に行い、イェール大学やスタンフォード大学、米国大手のUberなどにも招かれ講演を行うなど、行動経済学を広める活動を積極的に行っている。
- 村上学縁：特別講座「みんなで学ぼう！もっと行動経済学」
- PIVOT「【幸せになるお金の使い方】物よりも経験を買う／「ご褒美」は毎日使わない／時間は買うもの／行動経済学から見る感情／淡い感情”アフェクト”が意思決定を左右する」
- PIVOT「【ビジネスに活かせる行動経済学】日常の非合理的な行動を科学する／ビッグテックでも活用される行動経済学／無意識の意思決定がビジネスのカギ／情報処理の2つのシステム」
- PIVOT「【Appleのロゴはなぜ上に？】分かる人は超一流マーケター／ロゴの位置でブランド戦略が決まる／人間はバグった決定をする／Netflixを一気見してしまう行動経済学的理由」
- PIVOT「【GoogleやAmazonも知っている】判断力のからくり／即断即決がダメなときがある／行動経済学コンサルが教えるシステム1とシステム2／起業家の決定力の罠」
- PIVOT「【売れる営業は10個の選択肢を用意せよ】Amazonの商品選びのジレンマ／情報オーバーロード問題／人は状況によってモノの見方が変化」
- PIVOT「【白いテスラが好まれる理由】ビジネスを左右する「淡い感情」論／上司の「残業」の指示と部下の心理／PCよりタブレットがモノが売れる／悲しい時ほど買い物をする／感情と行動経済学の関係」
- Action Design Radio『Behavioral Science in Consumer and Market Research』
- People Science.com『Dr. Namika Sagara on applying behavioral science』
- The Guardian『”How much of Japan’s suffering can people comprehend?”』
- QUIRK'S『“How Super Mario can help you understand behavioral science”』
- Uber Blog『“Second Uber Science Symposium: Exploring Advances in Behavioral Science”』
- The Guardian『“Don’t expect the rich to fund Cameron’s compassion strategy”』
- The Guardian『“George Osborne’s talk of percentages and billions will wash over most of us”』
- Science Daily『”New research sheds light on our reactions to humanitarian crises”』

### 連載
- NewsPicks「人生に効く行動経済学」

### 著書
- 『行動経済学が最強の学問である』（SBクリエイティブ株式会社）2023/6
- 『マンガでカンタン!行動経済学は7日間でわかります。』（Gakken）2025/2